# Atlanta United FC
L'Atlanta United Football Club è una società calcistica statunitense con sede nella città di Atlanta (Georgia). 
Fondato il 16 aprile 2014, ha iniziato la propria attività sportiva nel 2017, militando nella Major League Soccer (MLS) e disputa le proprie partite casalinghe al Mercedes-Benz Stadium, impianto da 71 000 posti a sedere. I colori sociali sono il rosso, il nero e l'oro.
A livello nazionale, il club atlantino ha vinto una MLS Cup (2018) ed una U.S. Open Cup (2019); in campo internazionale ha conquistato una Campeones Cup (2019).
Il club figurava al primo posto della classifica di Forbes delle franchigie più ricche della Major League Soccer, mentre nel 2021 il gruppo mediatico Sportico ha valutato la società come la seconda franchigia (845 milioni $) più ricca della Lega statunitense.

## Storia
La città di Atlanta è stata considerata come possibile sede di una franchigia MLS sin dall'inizio della nuova fase di espansione della lega, nel 2008, ma le varie candidature erano ostacolate dall'assenza di un impianto idoneo in cui giocare. Questo problema fu superato nel 2012 dalla decisione di Arthur Blank, proprietario della squadra di football americano degli Atlanta Falcons, di associare la propria candidatura alla costruzione di un nuovo stadio, che servisse sia per i Falcons che per la squadra di calcio.
Il 16 aprile 2014 la MLS ufficializzò che Atlanta sarebbe stata la ventiduesima squadra della lega. Il logo e il nome del club sono stati ufficializzati il 7 luglio 2015.
Il primo tecnico della squadra è l'argentino Gerardo Martino.
La stagione 2018 vede la squadra crescere costantemente, dominando per lunghi tratti la fase regolare del campionato, culminato con un secondo posto finale. La fase playoff viene affrontata battendo in serie: New York City, N.Y. Red Bulls ed in finale i Portland Timbers, battuti per 2-0 con le reti di Josef Martínez e Franco Escobar.
Nella stagione 2019 la squadra, sotto la guida di Frank de Boer, conquista il primo titolo internazionale, ovvero la Campeones Cup contro l'América e poche settimane più tardi vince la prima coppa nazionale battendo in finale per 2-1 il Minnesota Utd.

## Colori e simboli

### Colori
I colori della maglia dell'Atlanta United sono il nero ed il rosso, scelti dalla proprietà in linea con quelli della squadra di football americano degli Atlanta Falcons.
Segue evoluzione della maglie.
- Divisa principale

| 2017–2018 | 2019–2020 |

- Divisa di trasferta

| 2017 | 2018–2019 | 2020–2021 |

- Divisa alternativa

| 2017 |

### Simboli ufficiali

#### Stemma
Il logo presenta un cerchio che ricorda il sigillo della città ed il patrimonio olimpico con una "A" al centro del cerchio. Dietro la "A" ci sono cinque strisce nere e rosse che rappresentano i cinque pilastri della squadra: unità, determinazione, comunità, eccellenza ed innovazione.

## Strutture

### Stadio
Gli Atlanta United giocano dalla loro fondazione al Mercedes-Benz Stadium, condiviso con la squadra di football americano degli Atlanta Falcons. In concomitanza utilizza anche il Fifth Third Bank Stadium, ed in passato il Bobby Dodd Stadium.

## Società

### Organigramma societario
- Arthur Blank - Proprietario
- Garth Lagerwey - Presidente
- Carlos Bocanegra - Vicepresidente e direttore tecnico
- Catie Griggs - Vicepresidente

### Sponsor
| Cronologia degli sponsor tecnici - 2017-oggi: Adidas |

## Allenatori e presidenti
Di seguito la cronologia degli allenatori e dei presidenti del club.
| Cronologia degli allenatori - 2016-2018 Gerardo Martino - 2018-2020 Frank de Boer - 2020 Stephen Glass - 2021 Gabriel Heinze (1ª-13ª) Rob Valentino (14ª-21ª) Gonzalo Pineda (22ª-34ª + play-off) - 2022-2024 Gonzalo Pineda - 2025- Ronny Deila | Cronologia dei presidenti - 2016-2022: Darren Eales - 2022-: Garth Lagerwey |

## Calciatori

### Capitani
In totale sono stati tre i capitani della squadra. Il primo capitano è stato Michael Parkhurst, vincitore della MLS Cup nel 2018 e della coppa nazionale nel 2019.
- Michael Parkhurst (2017-2019)
- Jeff Larentowicz (2020)
- Brad Guzan (2021-)

### Contributo alle Nazionali

#### Nazionale statunitense

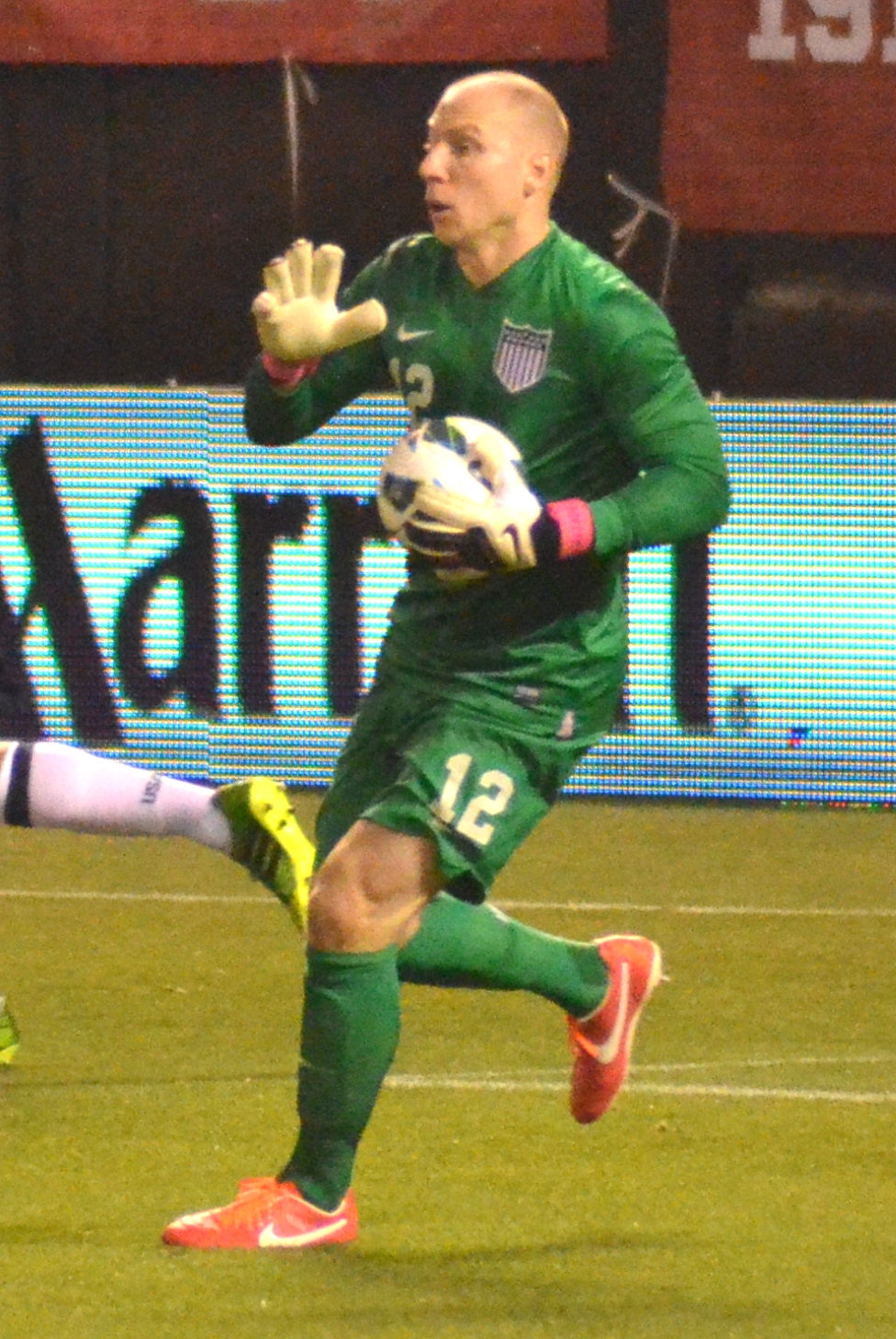
Brad Guzan

Nonostante la giovane età del club, diversi calciatori statunitensi hanno rappresentato la nazionale in tornei ufficiali e amichevoli; Brad Guzan, George Bello e Miles Robinson hanno fatto parte delle spedizioni continentali nel 2017 (Guzan) e 2021 (tutti e tre), vincitori di entrambe le edizioni. Lo stesso Robinson, nell'edizione 2021, realizzò la rete della vittoria al 118º minuto di gioco in finale contro il Messico.

### Altre nazionali
Negli ultimi anni diversi calciatori vestirono contemporaneamente la maglia del club e della propria nazionale. Tra i più rappresentativi: Josef Martínez e Ronald Hernández con il Venezuela, Ezequiel Barco con l'Argentina olimpica e Thiago Almada; quest'ultimo, inizialmente escluso dalla lista finale, venne convocato per il campionato del mondo in Qatar in sostituzione di Joaquín Correa. Con l'esordio nel terzo match della fase a gironi, divenne il primo calciatore dell'Atlanta United ad aver disputato una partita della rassegna mondiale e ad aver vinto la competizione.

## Palmarès

### Competizioni nazionali
- Campionato MLS: 1

2018
- U.S. Open Cup: 1

2019

### Competizioni internazionali
- Campeones Cup: 1

2019

## Organico

### Rosa 2025
Aggiornata al 5 agosto 2025.
| N. |                           | Ruolo | Calciatore            |
| -- | ------------------------- | ----- | --------------------- |
| 1  | Stati Uniti (bandiera)    | P     | Brad Guzan (capitano) |
| 2  | Venezuela (bandiera)      | D     | Ronald Hernández      |
| 3  | Irlanda (bandiera)        | D     | Derrick Williams      |
| 4  | Perù (bandiera)           | D     | Luis Abram            |
| 5  | Norvegia (bandiera)       | A     | Stian Gregersen       |
| 6  | Polonia (bandiera)        | C     | Bartosz Slisz         |
| 8  | Francia (bandiera)        | C     | Tristan Muyumba       |
| 9  | Georgia (bandiera)        | A     | Saba Lobzhanidze      |
| 10 | Paraguay (bandiera)       | C     | Miguel Almirón        |
| 11 | Stati Uniti (bandiera)    | D     | Brooks Lennon         |
| 16 | Portogallo (bandiera)     | A     | Xande Silva           |
| 18 | Portogallo (bandiera)     | D     | Pedro Amador          |
| 19 | Costa d'Avorio (bandiera) | A     | Emmanuel Latte Lath   |
| 20 | Colombia (bandiera)       | A     | Edwin Mosquera        |

| N. |                              | Ruolo | Calciatore       |
| -- | ---------------------------- | ----- | ---------------- |
| 21 | Bolivia (bandiera)           | D     | Efraín Morales   |
| 22 | Stati Uniti (bandiera)       | P     | Josh Cohen       |
| 23 | Stati Uniti (bandiera)       | P     | Adyn Torres      |
| 24 | Stati Uniti (bandiera)       | D     | Noah Cobb        |
| 25 | Stati Uniti (bandiera)       | C     | Luke Brennan     |
| 28 | Stati Uniti (bandiera)       | C     | Tyler Wolff      |
| 29 | Senegal (bandiera)           | A     | Jamal Thiaré     |
| 30 | Brasile (bandiera)           | C     | Nick Firmino     |
| 31 | Stati Uniti (bandiera)       | P     | Quentin Westberg |
| 35 | Trinidad e Tobago (bandiera) | C     | Ajani Fortune    |
| 47 | Stati Uniti (bandiera)       | D     | Matthew Edwards  |
| 59 | Russia (bandiera)            | A     | Aleksej Mirančuk |
|    | Albania (bandiera)           | D     | Enea Mihaj       |
|    | Colombia (bandiera)          | C     | Steven Alzate    |

### Rosa 2024
Aggiornata al 25 marzo 2024.
| N. |                        | Ruolo | Calciatore            |
| -- | ---------------------- | ----- | --------------------- |
| 1  | Stati Uniti (bandiera) | P     | Brad Guzan (capitano) |
| 2  | Venezuela (bandiera)   | D     | Ronald Hernández      |
| 3  | Irlanda (bandiera)     | D     | Derrick Williams      |
| 4  | Perù (bandiera)        | D     | Luis Abram            |
| 5  | Norvegia (bandiera)    | A     | Stian Gregersen       |
| 6  | Polonia (bandiera)     | C     | Bartosz Slisz         |
| 8  | Francia (bandiera)     | C     | Tristan Muyumba       |
| 9  | Georgia (bandiera)     | A     | Saba Lobzhanidze      |
| 11 | Stati Uniti (bandiera) | D     | Brooks Lennon         |
| 13 | Stati Uniti (bandiera) | C     | Dax McCarty           |
| 16 | Portogallo (bandiera)  | A     | Xande Silva           |
| 18 | Portogallo (bandiera)  | D     | Pedro Amador          |
| 19 | Messico (bandiera)     | A     | Daniel Ríos           |

| N. |                              | Ruolo | Calciatore       |
| -- | ---------------------------- | ----- | ---------------- |
| 20 | Colombia (bandiera)          | A     | Edwin Mosquera   |
| 21 | Bolivia (bandiera)           | D     | Efraín Morales   |
| 22 | Stati Uniti (bandiera)       | P     | Josh Cohen       |
| 23 | Stati Uniti (bandiera)       | P     | Adyn Torres      |
| 24 | Stati Uniti (bandiera)       | D     | Noah Cobb        |
| 25 | Stati Uniti (bandiera)       | C     | Luke Brennan     |
| 28 | Stati Uniti (bandiera)       | C     | Tyler Wolff      |
| 29 | Senegal (bandiera)           | A     | Jamal Thiaré     |
| 30 | Brasile (bandiera)           | C     | Nick Firmino     |
| 31 | Stati Uniti (bandiera)       | P     | Quentin Westberg |
| 35 | Trinidad e Tobago (bandiera) | C     | Ajani Fortune    |
| 47 | Stati Uniti (bandiera)       | D     | Matthew Edwards  |
| 59 | Russia (bandiera)            | A     | Aleksej Mirančuk |

### Rosa 2023
Aggiornata al 7 settembre 2023.
| N. |                        | Ruolo | Calciatore            |
| -- | ---------------------- | ----- | --------------------- |
| 1  | Stati Uniti (bandiera) | P     | Brad Guzan (capitano) |
| 2  | Venezuela (bandiera)   | D     | Ronald Hernández      |
| 5  | Argentina (bandiera)   | C     | Santiago Sosa         |
| 6  | Cuba (bandiera)        | C     | Osvaldo Alonso        |
| 8  | Argentina (bandiera)   | C     | Thiago Almada         |
| 11 | Stati Uniti (bandiera) | D     | Brooks Lennon         |
| 12 | Stati Uniti (bandiera) | D     | Miles Robinson        |
| 13 | Stati Uniti (bandiera) | C     | Amar Sejdič           |
| 14 | Argentina (bandiera)   | C     | Franco Ibarra         |
| 15 | Stati Uniti (bandiera) | D     | Andrew Gutman         |
| 18 | Stati Uniti (bandiera) | C     | Derrick Etienne       |
| 20 | Brasile (bandiera)     | C     | Matheus Rossetto      |
| 22 | Messico (bandiera)     | D     | Juan José Purata      |
| 24 | Stati Uniti (bandiera) | D     | Noah Cobb             |
| 25 | Senegal (bandiera)     | P     | Clément Diop          |

| N. |                              | Ruolo | Calciatore          |
| -- | ---------------------------- | ----- | ------------------- |
| 26 | Stati Uniti (bandiera)       | D     | Caleb Wiley         |
| 28 | Stati Uniti (bandiera)       | C     | Tyler Wolff         |
| 30 | Sudan del Sud (bandiera)     | A     | Machop Chol         |
| 31 | Stati Uniti (bandiera)       | P     | Quentin Westberg    |
| 35 | Trinidad e Tobago (bandiera) | C     | Ajani Fortune       |
| 36 | Stati Uniti (bandiera)       | A     | Jackson Conway      |
| 37 | Stati Uniti (bandiera)       | D     | Aiden McFadden      |
|    | Grecia (bandiera)            | A     | Giōrgos Giakoumakīs |
|    | Perù (bandiera)              | D     | Luis Abram          |
|    | Stati Uniti (bandiera)       | P     | Justin Garces       |
|    | Paraguay (bandiera)          | A     | Erik López          |
| .  | Bolivia (bandiera)           | D     | Efraín Morales      |
|    | Georgia (bandiera)           | A     | Saba Lobzhanidze    |
|    | Senegal (bandiera)           | A     | Jamal Thiaré        |

### Rosa 2022
Aggiornata al 2 ottobre 2022.
| N. |                        | Ruolo | Calciatore            |
| -- | ---------------------- | ----- | --------------------- |
| 1  | Stati Uniti (bandiera) | P     | Brad Guzan (capitano) |
| 2  | Venezuela (bandiera)   | D     | Ronald Hernández      |
| 3  | Stati Uniti (bandiera) | D     | Alex DeJohn           |
| 4  | Stati Uniti (bandiera) | A     | Dominic Dwyer         |
| 5  | Argentina (bandiera)   | C     | Santiago Sosa         |
| 6  | Argentina (bandiera)   | D     | Alan Franco           |
| 7  | Venezuela (bandiera)   | A     | Josef Martínez        |
| 8  | Argentina (bandiera)   | C     | Thiago Almada         |
| 9  | Brasile (bandiera)     | C     | Matheus Rossetto      |
| 10 | Argentina (bandiera)   | C     | Marcelino Moreno      |
| 11 | Stati Uniti (bandiera) | D     | Brooks Lennon         |
| 12 | Stati Uniti (bandiera) | D     | Miles Robinson        |
| 13 | Stati Uniti (bandiera) | C     | Amar Sejdič           |
| 14 | Argentina (bandiera)   | C     | Franco Ibarra         |
| 15 | Stati Uniti (bandiera) | D     | Andrew Gutman         |
| 16 | Cuba (bandiera)        | C     | Osvaldo Alonso        |
| 19 | Brasile (bandiera)     | A     | Luiz Araújo           |

| N. |                          | Ruolo | Calciatore        |
| -- | ------------------------ | ----- | ----------------- |
| 20 | Stati Uniti (bandiera)   | C     | Emerson Hyndman   |
| 21 | Colombia (bandiera)      | A     | Edwin Mosquera    |
| 22 | Messico (bandiera)       | D     | Juan José Purata  |
| 23 | Messico (bandiera)       | P     | Raúl Gudiño       |
| 24 | Stati Uniti (bandiera)   | P     | Dylan Castanheira |
| 25 | Stati Uniti (bandiera)   | P     | Justin Garces     |
| 26 | Stati Uniti (bandiera)   | D     | Caleb Wiley       |
| 27 | Stati Uniti (bandiera)   | D     | Bryce Washington  |
| 29 | Messico (bandiera)       | A     | Ronaldo Cisneros  |
| 30 | Sudan del Sud (bandiera) | A     | Machop Chol       |
| 32 | Stati Uniti (bandiera)   | D     | George Campbell   |
| 33 | Stati Uniti (bandiera)   | D     | Mikey Ambrose     |
| 34 | Argentina (bandiera)     | P     | Rocco Ríos Novo   |
| 36 | Stati Uniti (bandiera)   | A     | Jackson Conway    |
| 37 | Stati Uniti (bandiera)   | D     | Aiden McFadden    |
|    | Paraguay (bandiera)      | A     | Erik López        |

### Rosa 2021
| N. |                        | Ruolo | Calciatore       |
| -- | ---------------------- | ----- | ---------------- |
| 1  | Stati Uniti (bandiera) | P     | Brad Guzan       |
| 2  | Venezuela (bandiera)   | D     | Ronald Hernández |
| 3  | Stati Uniti (bandiera) | D     | Alex DeJohn      |
| 4  | Inghilterra (bandiera) | D     | Anton Walkes     |
| 5  | Argentina (bandiera)   | C     | Santiago Sosa    |
| 6  | Argentina (bandiera)   | D     | Alan Franco      |
| 7  | Venezuela (bandiera)   | A     | Josef Martínez   |
| 8  | Argentina (bandiera)   | C     | Ezequiel Barco   |
| 9  | Brasile (bandiera)     | C     | Matheus Rossetto |
| 10 | Argentina (bandiera)   | C     | Marcelino Moreno |
| 11 | Stati Uniti (bandiera) | D     | Brooks Lennon    |
| 12 | Stati Uniti (bandiera) | D     | Miles Robinson   |
| 13 | Germania (bandiera)    | C     | Amar Sejdič      |
| 14 | Argentina (bandiera)   | C     | Franco Ibarra    |
| 16 | Paraguay (bandiera)    | A     | Erik López       |
| 18 | Stati Uniti (bandiera) | P     | Ben Lundgaard    |

| N. |                          | Ruolo | Calciatore      |
| -- | ------------------------ | ----- | --------------- |
| 20 | Stati Uniti (bandiera)   | C     | Emerson Hyndman |
| 21 | Stati Uniti (bandiera)   | D     | George Bello    |
| 22 | Messico (bandiera)       | C     | Jürgen Damm     |
| 23 | Irlanda (bandiera)       | C     | Jake Mulraney   |
| 25 | Stati Uniti (bandiera)   | P     | Alec Kann       |
| 26 | Inghilterra (bandiera)   | D     | Jack Gurr       |
| 28 | Stati Uniti (bandiera)   | C     | Tyler Wolff     |
| 29 | Inghilterra (bandiera)   | C     | Mo Adams        |
| 30 | Sudan del Sud (bandiera) | C     | Machop Chol     |
| 31 | Messico (bandiera)       | A     | Érick Torres    |
| 32 | Stati Uniti (bandiera)   | D     | George Campbell |
| 33 | Stati Uniti (bandiera)   | D     | Mikey Ambrose   |
| 34 | Bolivia (bandiera)       | D     | Efraín Morales  |
| 36 | Stati Uniti (bandiera)   | A     | Jackson Conway  |
|    | Brasile (bandiera)       | A     | Luiz Araújo     |

### Rosa 2020
| N. |                        | Ruolo | Calciatore       |
| -- | ---------------------- | ----- | ---------------- |
| 1  | Stati Uniti (bandiera) | P     | Brad Guzan       |
| 2  | Argentina (bandiera)   | D     | Franco Escobar   |
| 4  | Inghilterra (bandiera) | D     | Anton Walkes     |
| 5  | Argentina (bandiera)   | C     | Eric Remedi      |
| 6  | Argentina (bandiera)   | D     | Fernando Meza    |
| 7  | Venezuela (bandiera)   | A     | Josef Martínez   |
| 8  | Argentina (bandiera)   | C     | Ezequiel Barco   |
| 9  | Brasile (bandiera)     | C     | Matheus Rossetto |
| 11 | Stati Uniti (bandiera) | D     | Brooks Lennon    |
| 12 | Stati Uniti (bandiera) | D     | Miles Robinson   |
| 13 | Stati Uniti (bandiera) | P     | Brendan Moore    |
| 14 | Stati Uniti (bandiera) | A     | Adam Jahn        |
| 15 | Uruguay (bandiera)     | C     | Manuel Castro    |

| N. |                        | Ruolo | Calciatore       |
| -- | ---------------------- | ----- | ---------------- |
| 18 | Stati Uniti (bandiera) | C     | Jeff Larentowicz |
| 19 | Stati Uniti (bandiera) | D     | Édgar Castillo   |
| 20 | Stati Uniti (bandiera) | C     | Emerson Hyndman  |
| 21 | Stati Uniti (bandiera) | D     | George Bello     |
| 22 | Messico (bandiera)     | C     | Jürgen Damm      |
| 23 | Irlanda (bandiera)     | C     | Jake Mulraney    |
| 25 | Stati Uniti (bandiera) | P     | Alec Kann        |
| 26 | Irlanda (bandiera)     | C     | Jon Gallagher    |
| 27 | Inghilterra (bandiera) | D     | Laurence Wyke    |
| 29 | Inghilterra (bandiera) | C     | Mo Adams         |
| 31 | Messico (bandiera)     | A     | Érick Torres     |
| 32 | Stati Uniti (bandiera) | D     | George Campbell  |